# Hors-scène
En théâtre, le hors-scène désigne des évènements qui ne se produisent pas sur la scène ou tout ce qui ne se trouve pas sur la scène. On inclut aussi dans le hors-scène les paroles dites par des acteurs qu'on ne voit pas. 

## Synonymes
L'expression « hors-scène » est parfois remplacé, dans l’usage, par des mots empruntés à d’autres champs artistiques comme « off », « hors-cadre » ou « hors-champ ».